# Guglielmo Cassinelli
Guglielmo Cassinelli (Casale Monferrato, 31 gennaio 1897 – Casale Monferrato, 3 ottobre 1962) è stato un generale e aviatore italiano, che fu decorato con la medaglia d'argento al valor militare durante la prima guerra mondiale e ottenne il record del mondo di velocità sulla distanza dei 100 km, impresa per cui ottenne la medaglia d'oro al valore aeronautico. Decorato con una seconda medaglia d'argento al valor militare durante il corso della guerra civile spagnola, partecipò anche alla seconda guerra mondiale dove fu promosso generale di brigata, comandò reparti in Albania ed in Africa settentrionale, tra cui l'8ª Brigata Aerea, e quindi il centro sperimentale di Guidonia.

## Biografia

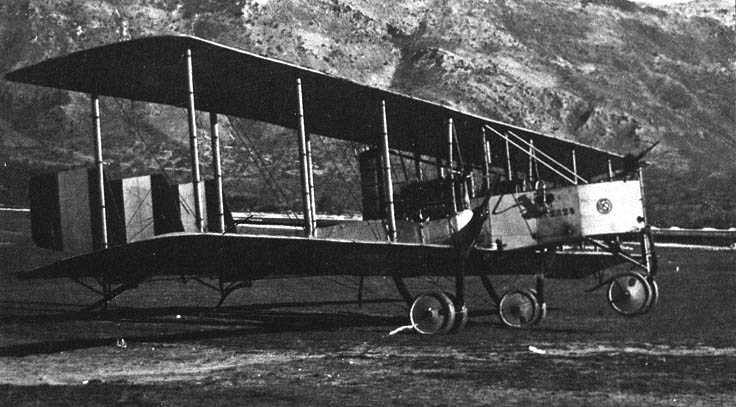
Un Caproni Ca.33.

Nacque a Casale Monferrato il 31 gennaio 1897, all'interno di una famiglia numerosa, e dopo essersi diplomato in ragioneria, all'atto dell'entrata in guerra dell'Italia, il 24 maggio 1915, partì volontario appena diciottenne, arruolandosi nel 2º Gruppo zappatori del Regio Esercito. Dopo aver frequentato un corso presso la Regia Accademia Militare di Modena fu promosso sottotenente di complemento, ed entrò in servizio nel 30º Reggimento fanteria rimanendo ferito in azione ad Opacchiasella, sul fronte carsico. Una volta guarito ritornò al 30º Reggimento fanteria, transitando poi nel Battaglione Aviatori, ed entrando in servizio permanente effettivo. Nel corso del 1917 fu assegnato alla 6ª Squadriglia Bombardamento Caproni del XI Gruppo, inizialmente in qualità di osservatore d'aeroplano. Il 25 maggio 1918 il Caproni Ca.33 con a bordo Cassinelli fu preso da una bufera di vento e fu costretto ad un fortunoso atterraggio di emergenza su di un ghiacciaio dell'Adamello a ben 3 150 metri di quota. Tra l'agosto 1918 e il marzo 1919 prestò servizio in Francia, in forza alla squadriglia da bombardamento Caproni Ca.44. Al termine della guerra risultava decorato con una Medaglia d'argento al valor militare.
Conseguì il brevetto di pilota il 31 marzo 1921, e quello di pilota militare nel giugno dello stesso anno, nel 1923 transitò in forza anna neocostituita Regia Aeronautica, assumendo il comando di squadriglia e poi di un gruppo.
Nel 1923 partecipa alla Coppa Baracca, riservata ai migliori piloti, e nel 1925 partecipò al raid aereo Torino-Bruxelles-Parigi-Londra-Parigi-Torino ideato da Arturo Ferrarin, volando a bordo di un Fiat B.R., che si svolse dal 30 aprile al 30 maggio. Nel 1926 vinse la Coppa di Ferro del 13º Stormo.
Il 13 luglio 1930, con il grado di maggiore, fu ammesso al secondo corso della Scuola Alta Velocità (poi Reparto Alta Velocità) di Desenzano del Garda, di cui divenne poi il vice comandante. Divenuto tenente colonnello, pilotando un aereo da caccia Fiat C.R.30, vinse la gara internazionale di velocità di Zurigo, intitolata al recentemente scomparso pilota italiano Tommaso Dal Molin, anch'esso appartenente alla Scuola Alta Velocità, davanti al compagno di corso Pietro Scapinelli alla media di 346 km/h.

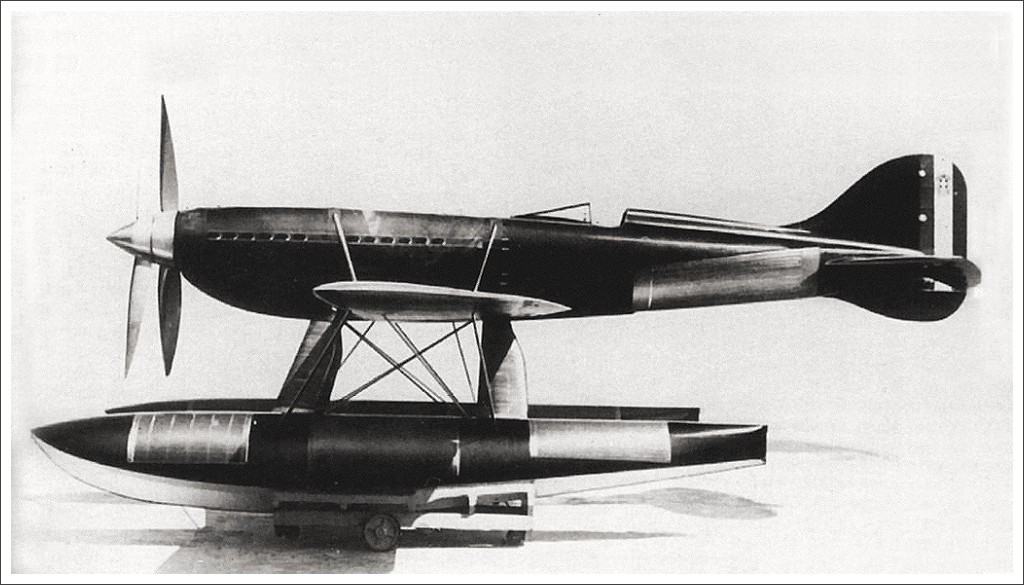
Il Macchi-Castoldi M.C.72.

L'impresa più famosa di Cassinelli avvenne il giorno 8 ottobre 1933, quando, dopo un tentativo abortito il 25 settembre a causa di un guasto subito dopo il decollo, pilotando lo stesso Macchi-Castoldi M.C.72 M.M.177 utilizzato dal maresciallo Francesco Agello il 10 aprile precedente per conquistare il record assoluto di velocità, sul percorso Falconara Marittima (località Fiumesino) - porto di Pesaro e ritorno stabilì il record del mondo di velocità sui 100 km con la media di 629,39 km/h, senza prima effettuare voli di prova del percorso con l'idrocorsa ma solo qualche ricognizione con un Fiat C.R.20 Idro. Il precedente primato, stabilito dal tenente John Boothman sul Supermarine S.6B vincitore della Coppa Schneider, era di 551,80 km/h. Una volta tornato a terra, sui giornali dell'epoca venne riferito che alle congratulazioni dei presenti rispose indicando il M.C.72 e dicendo "I complimenti fateli a lui!". Per questa impresa venne decorato con la Medaglia d'oro al valore aeronautico.
Il 20 novembre 1934, dopo la partenza di Mario Bernasconi, divenne comandante del Reparto Alta Velocità e sotto il suo comando si svolse il terzo corso velocisti. Cassinelli lasciò poi il comando del R.A.V. nel corso del 1935 per essere trasferito a quello del 3º Stormo Caccia Terrestre. Partecipò alla guerra civile spagnola nella file dell'Aviazione Legionaria, guadagnandosi una seconda Medaglia d'argento al valor militare e la Croce di Cavaliere dell'Ordine militare di Savoia. Promosso generale di brigata aerea, all'entrata in guerra dell'Italia, avvenuta il 10 giugno 1940, comandava l'8ª Brigata Aerea Caccia Terrestre "Astore", con Quartier generale sull'aeroporto di Ciampino-sud alle dipendenze della 3ª Squadra aerea. Dal settembre dello stesso anno operò in Africa settentrionale come comandante dell'aviazione della Marmarica, venendo decorato con la Croce di Ufficiale dell'Ordine militare di Savoia. Rientrato in Italia, fu mandato in Albania, e poi assunse il comando del centro sperimentale di Guidonia. Dopo la firma dell'armistizio dell'8 settembre 1943 aderì alla Repubblica Sociale Italiana entrando a far parte dello Stato maggiore dell'Aeronautica Nazionale Repubblicana.
Nel dopoguerra Cassinelli fu sottoposto a processo di epurazione, ma nel 1947 fu ammesso in servizio nell'Aeronautica Militare fino al collocamento a riposo, dopo di che, ritornato nella città di Casale Monferrato, fu eletto consigliere comunale nel 1956 e vi morì il 3 ottobre 1962.
Sposato con Luigia Ubertazzi, la coppia ebbe una sola figlia Pucci. Gli è stata intitolata una via nella città natale, così come la locale sezione dell'Associazione Arma Aeronautica.

### Annotazioni
1. ↑  Aveva sette tra fratelli e sorelle, rimasti orfani in giovane età.
2. ↑  La nomina ad osservatore d'aeroplano gli fu conferita, ufficialmente, il 15 luglio 1918.
3. ↑  Proveniva dal 14º Stormo Bombardamento Notturno.
4. ↑  Tenutasi sull'aeroporto di Dubendorf.
5. ↑  Nel maggio 1942 provò estesamente a Guidonia il nuovo caccia della Serie 5 Aermacchi C.205 Veltro raggiungendo in volo orizzontale la velocità di 651 km/h a 8 000 metri, e stabilendone una media di 646 km/h.
6. ↑  Alla presentazione del cacciabombardiere Fiat G.91 il capo collaudatore lo invitò ad accomodarsi al posto di pilotaggio, e in poco tempo egli si impadronì del velivolo.
7. ↑  Dopo il suo pensionamento continuò a volare a Casale Monferrato, contribuendo alla rinascita della locale sezione dell'Aero Club d'Italia.

### Fonti
1. 1 2 3 4 5 6 7 8 9 10 11 12  Mancini 1936, p. 163.
2. ↑  Bendoni 1971, p. 74.
3. ↑  Gentilli, Varriale 1999, p. 108.
4. ↑  Bendoni 1971, p. 143.
5. 1 2  Trotta 1978, p. 45.
6. 1 2 3  Ufficio Storico dell'Aeronautica Militare 1969, p. 67.
7. ↑  Bollettino Ufficiale 1939, dispensa 5, pagina 2 e pagina 3.
8. ↑  Bollettino Ufficiale, dispensa 10, pagina 493.
9. ↑  Gazzetta Ufficiale del Regno d'Italia n.126 del 2 giugno 1937, pag.2007.